# Češi v Texasu
| Texas má největší počet českých osad, a to: Novohrad, Moravia, Praha, Dubina, Rožnov, Kovář, Janice, Rosánky, Shimek, Písek, Frýdek, Holík, Wesley (Veselý), Frenštát, Smetana, Kosárek, Tábor, Zack (Žák), Marák, Wokaty, Hostýn, Velehrad, Vyšehrad, Polánka, Marekville, Palava, Trnkaville, Mikeska, Šebesta. (Světozor 1936) |
| |

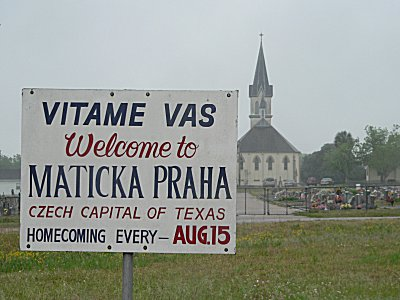
Vítejte v Praze, „českém hlavním městě Texasu“

Stát Texas představoval od počátku české imigrace do Spojených států amerických významné centrum zdejší české komunity. Obyvatelé Texasu, kteří mají české předky, jsou anglicky nazýváni Czech Texans.
Velká česká imigrace do Texasu začala po revoluci v Rakouském císařství v letech 1848 až 1849, která změnila politické klima mj. i ve střední Evropě, a po krátkém přerušení během americké občanské války pokračovala až do první světové války. Čeští Texasané, soustředění především ve středním Texasu, si po desítky let zachovali svou identitu prostřednictvím udržování tradice češtiny, zdejších zdobených kostelů, českých kulturních akcí a pekáren specializovaných na české pečivo.
Podle sčítání lidu ve Spojených státech v roce 2020 žilo v Texasu 193 058 Čechoameričanů, což je nejvíce ze všech států USA.

## Historie

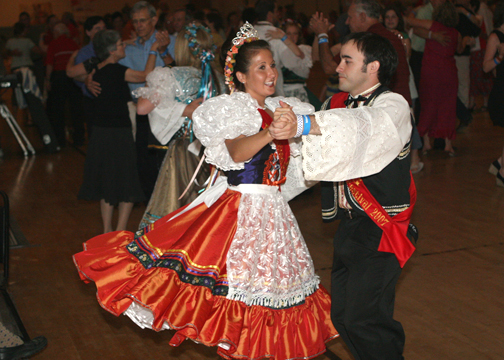
Tanečníci v českých krojích na National Polka Festival v Ennis, TX

### První imigranti
Česká imigrace z oblastí Čech, Moravy a rakouského Slezska, potažmo z celého území Rakouského císařství, do Texasu začala již ve 20. letech 19. století, ale většina přistěhovalců se na cestu vydávala individuálně. Rozsáhlá a imigrace českých rodin začala s příjezdem reverenda Josefa Arnošta Bergmanna, který je některými zdroji označován za „otce“ české imigrace do Texasu, a jeho rodiny do Texasu v roce 1850. Jakmile se zde Bergmann usadil, napsal četné dopisy rodinám svých známých, především v Čechách, a povzbudil je, aby do Texasu rovněž odjeli.
Česká imigrace byla poháněna dostupností volné zemědělské půdy v Texasu a politickými událostmi v Evropě. Rakouské císařství, jehož součástí byly i české země, bylo ve 40. letech 19. století stále řízeno feudálním systémem, a to i přes vlnu demokratických ideálů prostupujících západní Evropou. To vedlo k revolucím v roce 1848, které jen málo zlepšily ekonomické postavení rolníků, pro které bylo stále obtížné získat větší jmění. Revoluce spolu s faktory, jako náboženské pronásledování protestantů či povinná vojenská služba v rakouské armádě, podnítily vlnu emigrace z monarchie, která začala okolo roku 1852. Češti imigranti rovněž nebyli obeznámeni s konceptem americké demokracie kvůli nedostatku zkušeností s demokratickými ideály, stejně tak cizí jim často byly koncepty státních práv a otroctví.

### Josef Lidumil Lešikar

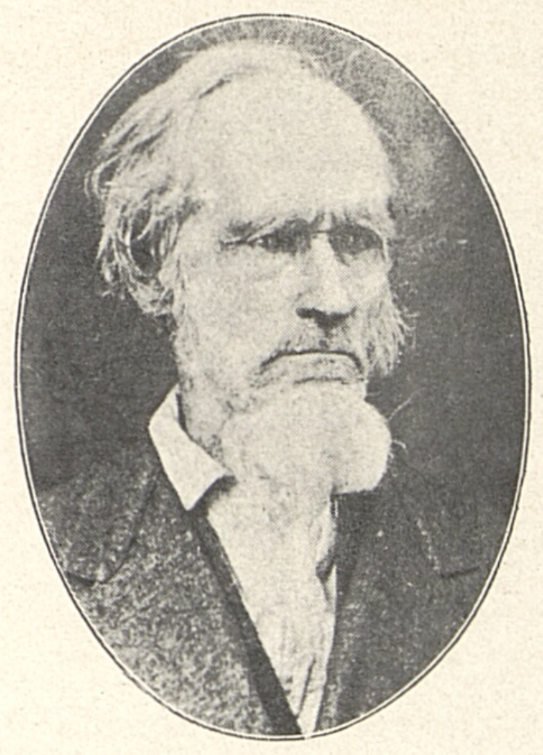
Josef Lidumil Lešikar

Josef Lidumil Lešikar (1806-1887) se zasloužil o organizaci dvou skupin asi 160 Čechů z okolí východočeského Ústí nad Orlicí, které se v letech 1851 a 1853 organizovaně přistěhovali do Texasu. Dobrá polovina členů první výpravy zemřela na emigranty přeplněné zaoceánské lodi Maria vinou zkaženého jídla poté, co byli podvedeni zprostředkovatelem cesty. Lešikar se nicméně myšlenky české emigrace do USA nevzdal: z jeho invence byl v Klácelových Moravských novinách otištěn roku 1852 Bergmannův dopis, který následně vyvolal výraznou emigrační vlnu českých a moravských osadníků do Texasu, mj. z Valašska a dalších evangelických oblastí.
K odjezdu do Spojených států se nakonec po manželčině svolení jali Lešikarovi spolu s dalšími 16 nebo 17 rodinami. Lešikar měl z Čermné a okolí přesvědčit na 110 zdejších lidí, k cestě do Texasu se jich však nakonec rozhodlo jen 66. Z Brém vypluli v říjnu 1853 na německé lodi Suwa, která je s mezipřistáním převezla do texaského přístavu Galveston, odkud je parník převezl do Houstonu a pak se rodiny přesunuly s volskými povozy do městečka Cat Spring. Jeden ze srubů původního osídlení se zachoval až do 21. století. Poblíž Nelsonville pak začala rodina obhospodařovávat vlastní farmu, kterou si Lešikar zbudoval se svými čtyřmi syny. Na začátky živobytí v Texasu sám Lešikar vzpomínal jako na velmi těžké a náročné období jeho života. I ve Spojených státech pak pokračoval v aktivitách okolo české krajanské komunity.
Když v lednu 1860 vyšlo v St. Louis první číslo Národních Novin, vůbec druhého česky psaného krajanského periodika v USA, zpočátku vedeného redaktorem J. B. Erbenem, dostal se Lešikar s jeho vydavateli do kontaktu a následně se stal jednatelem tohoto listu pro celý Texas.

### Americká občanská válka
V lednu 1861, když napětí mezi severními a jižními státy Unie především kvůli otázce otroctví dosáhlo vrcholu, byla v texaském Austinu svolána konvence k vypracování dokumentu o odtržení Texasu od Unie, který byl poté v únoru hlasováním většiny občanů státu schválen. Většina čerstvě přistěhovalých zde žijících Čechů nebyla s anglofonní společností zcela naturalizována, a proto nemohla hlasovat v rozhodnutí o odtržení. Texas se stal členem Konfederovaných států amerických v březnu 1861, v dubnu 1861 se ve Fort Sumter u Charlestonu v Jižní Karolíně pak odehrála první bitva občanské války. V červenci 1861 započala unijní námořní blokáda jižního pobřeží Texasu a zastavila veškerou imigraci do země. Do té doby se česká populace v Texasu rozrostla ze 74 v roce 1852 na více než 700 zde žijících osob.
V roce 1861 se se začátkem války přihlásilo buď do aktivní služby, nebo do vojenské záložní služby v jižanské armádě v okrese Fayette více než 600 mužů; v okrese Austin okolo 160 mužů. Pouze devět z okresu Fayette (a žádný z okresu Austin) byli definitivně Češi. To se změnilo v roce 1862, kdy byly zavedeny a prosazeny zákony o všeobecné branné povinnosti mužů pro vojenskou službu. Podle konfederační ústavy byla vojenská služba legální metodou, jak získat konfederační občanství pro ty, kteří dříve nebyli americkými občany; cizinci však, na rozdíl od amerických občanů, nemuseli sloužit v armádě. Výjimky pro cizince byly Konfederačním válečným ministerstvem stanoveny tak, aby se vztahovaly pouze na cizince, kteří nebyli trvalými osadníky a nezřekli se své původní národnosti. To se tak netýkalo většiny Čechů, protože byli trvalými osadníky, v důsledku čehož tak mohli být do armády Konfederace odvedeni. Aby se vyhnula odvodu, rozhodla se řada z nich opustit Texas a připojit se k armádě Unie; ostatní se začali ukrývat. Pro mnoho Čechů bylo alternativou branné povinnosti dopravovat americkou bavlnu na mexické trhy a vytvářet tak zdroj příjmů pro Konfederaci. Další alternativou, která se v okrese Fayette objevila, bylo vytvoření roty domobrany; většina takových skupiny byla neoficiální a vznikla vlastně jen proto, aby umožnila svým členům vyhnout se oficiální branné povinnosti.
České ženy, již obeznámené s těžkou prací v zemědělství, dokázaly během války udržet své hospodářství a domy v chodu, zatímco jejich manželé sloužili v armádě nebo se skrývali. Kromě běžných povinností na farmě musely rodiny také vyrábět řadu domácích produktů, kterými nahrazovaly tehdy stále dražší zboží, jako byly káva nebo cukr.

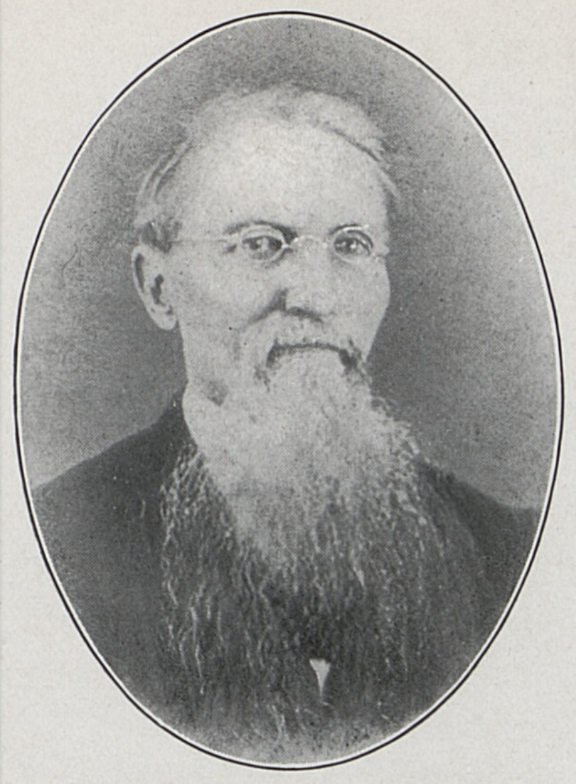
Antonín Michael Dignovity

### Antonín Michael Dignovity
Příkladem českého odporu vůči Konfederaci může být zkušenost českého migranta Antonína Michaela Dignovityho. Dignovity přicestoval do Texasu v roce 1835 a pracoval v mnoha profesích, než se stal lékařem v San Antoniu. Jakožto abolicionista se postavil proti Texaské revoluci a považoval ji za prostředek ke zvýšení moci otrokářských států ve Spojených státech, a tak se v Texasu neusadil až poté, co byl přijat do USA. Během občanské války z něj jeho názory proti otroctví udělaly cíl několika lynčovacích nájezdů, což ho přimělo uprchnout z Texasu a odcestovat do Washingtonu, D.C., kde zůstal po zbytek války a pracoval pro unijní Ministerstvo vnitra. V této době mj. navrhl Kongresu plán podrobně popisující dobytí a obnovení svrchovanosti USA v Texasu na základě podpory skupin přistěhovalců, jako byli Češi a Němci, kteří ve velké většině vystupovali proti otroctví, ale Kongres podle toho nejednal. V mezičase byl Dignovityho syn, Anthony Francis Dignowity, odveden do armády Konfederace a dostal za úkol natřít osobní kočár generála Hamiltona Bee, který dokončil před útěkem a narukováním do armády Unie.

## Kultura

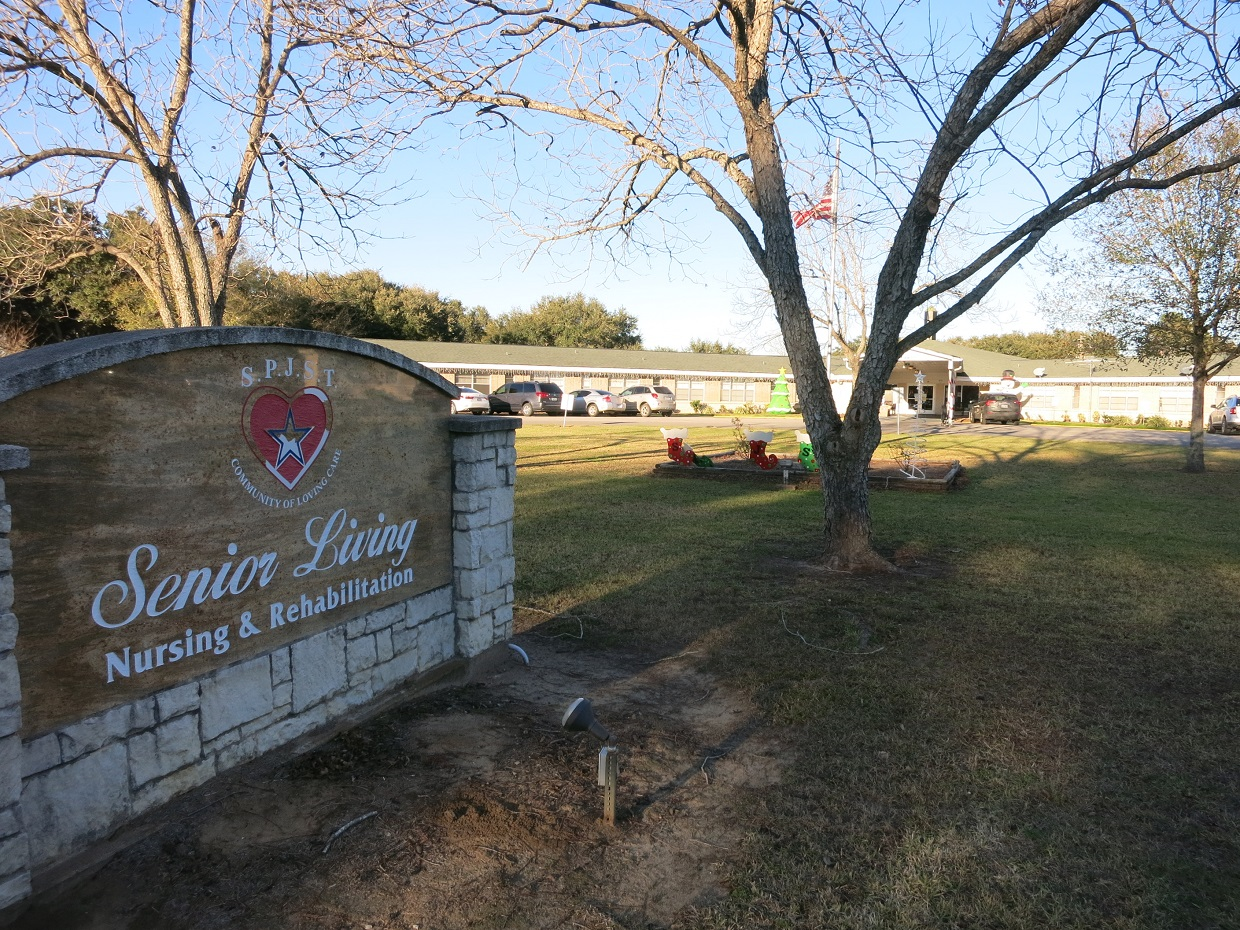
SPJST Senior Living v Needvillu

Přestože mnoho Čechotexasanů prodělalo kulturní asimilaci, připomínky české kultury formou muzeí, oslav a kulturních akcí se pořádají i nadále.
Česká muzea se nacházejí mj. ve městech Temple, Fayetteville, Caldwell či LaGrange. Houstonské Czech Centre Museum Houston představuje ve svých expozicích českou a slovenskou kulturu, umění a historii. Texaské město Praha pravidelně hostí akci nazvanou Prague Homecoming (Pražský návrat domů), známý také jako Pražská Pouť, který je slaven formou katolické mše, přípravy tradičních jídel, zpěvem a tancem. Město West pořádá každý svátek práce Westfest, který zahrnuje soutěž v pečení koláčů a turnaj v karetní hře taroky. Město Crosby severovýchodně od Houstonu hostí události Czech Fest a Kolache Bake. Czech Heritage Society of Texas má 14 poboček po celém státě.
National Polka Festival je každoroční hudební a taneční přehlídka a festival, který se koná ve městě Ennis. Třídenní festival se koná každý víkend v období svátku Memorial Day, mj. nabízí obědy či večeře s českými pokrmy jako je klobása, kysané zelí a koláče a také živou zábavu s tradiční polkovou hudbou a tancem.

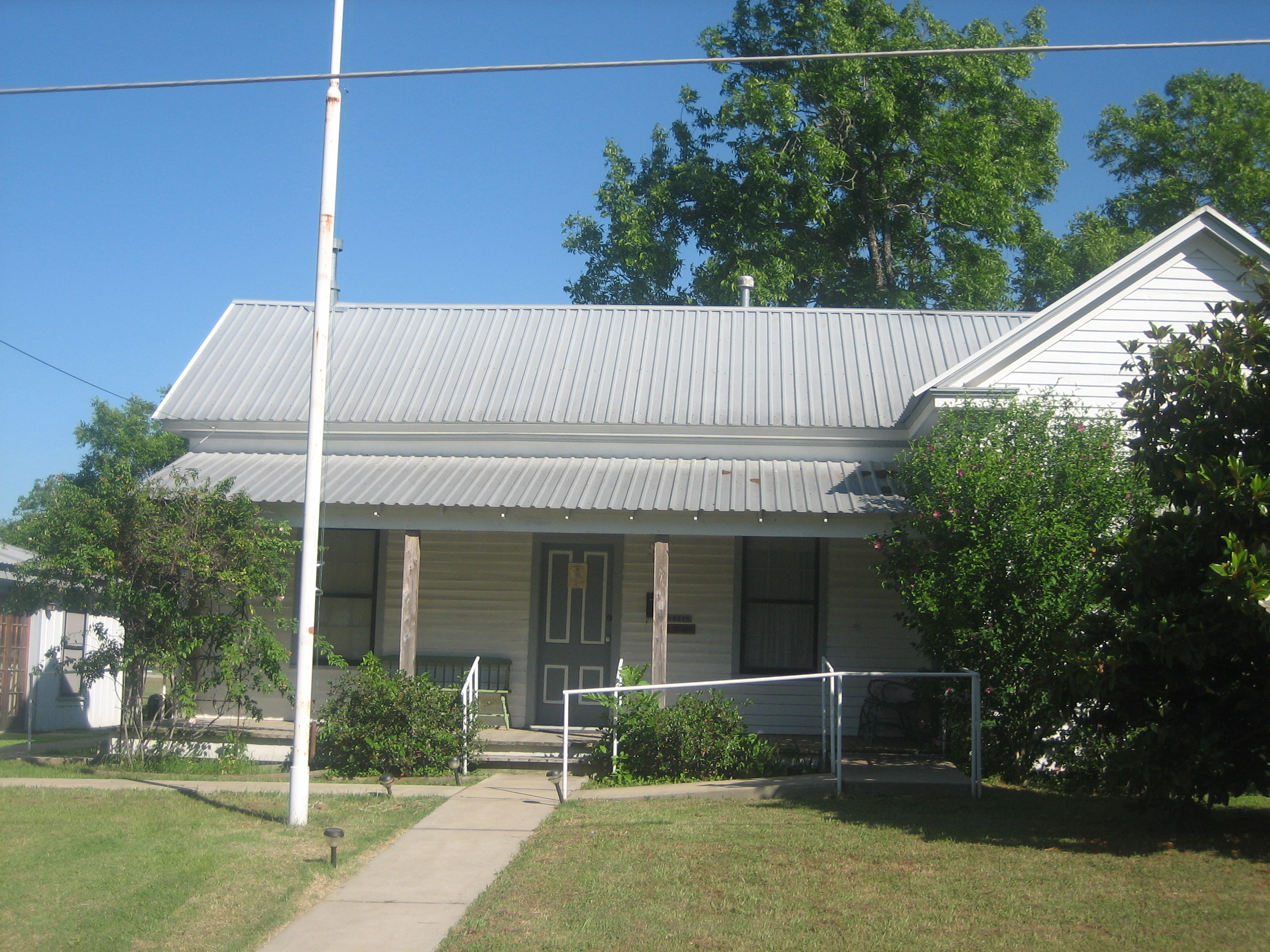
České muzeum v Caldwellu

Dostupná literatura o texaských Češích a jejich historii se rozšířila s příchodem samovydávání, což umožnilo amatérským historikům šířit jejich díla, mj. Albert Blaha z Houstonu. Naše Dějiny, "časopis texaské české genealogie, historie a kultury" byl založen v roce 1983. Knihovna SPJST (Slavonic Benevolent Order of the State of Texas), založená v Temple v roce 1963, obsahuje fondy obsahující přes 20 000 svazků, z nichž drtivá většina se zabývá českými nebo texaskými českými tématy. V roce 2013 uspořádala Texas Czech Genealogical Society (Texaská česká genealogická společnost) „Výzkumnou konferenci z generace na generaci“ pro zájemce o zkoumání svých českých předků.
V roce 2017 byl v texaském zákonodárném sboru kongresmanem Jamesem Whitem předložen návrh usnesení č. HR1229, v němž bylo uvedeno, „že Sněmovna reprezentantů 85. texaského zákonodárného sboru zde uznává 30. září 2017 jako Den českého dědictví v Texasu a ctí přispění Čechů a lidí českého původu tomuto státu.“

## Čeština v Texasu

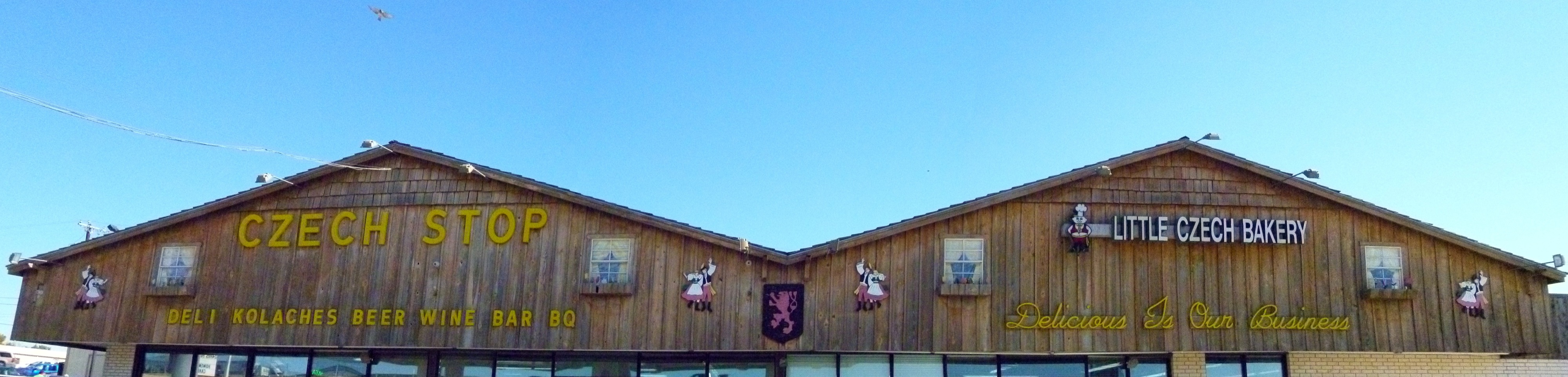
Český motorest a pekárna Czech Stop and Little Czech Bakery

V roce 2013 ovládalo český jazyk 12 805 Texasanů.[zdroj⁠?!]
Na základě Boasova modelu pro rozhovory s mluvčími tohoto jazyka a digitální katalogizaci dialektů John Tomecek založil a Lida Cope z East Carolina University vyvinula projekt Texas Czech Legacy Project na Texaské univerzitě v Austinu s cílem zdokumentovat a zachovat tento zde mizející jazyk.
Protože většina texaských přistěhovalců pocházela z Moravy, je čeština, kterou se v Texasu mluví, z velké části charakterizována moravskými dialekty (lašskými nářečími a moravskou valašštinou), které se do určité míry liší od českých dialektů, kterými mluví většina Čechoameričanů.
Českojazyčná žurnalistika v Texasu byla v průběhu let velmi aktivní. Bylo vydáno 33 novin a periodik. Od roku 1993 vycházel ještě týdeník Našinec u vydavatelství Granger a měsíčník Hospodář vycházející ve Westu, oba v češtině. Jiná periodika jako Věstník a Věstník bratrský obsahovala anglický obsah a rubriky tištěné v češtině.